# 닛산 디젤 스페이스 러너 RM

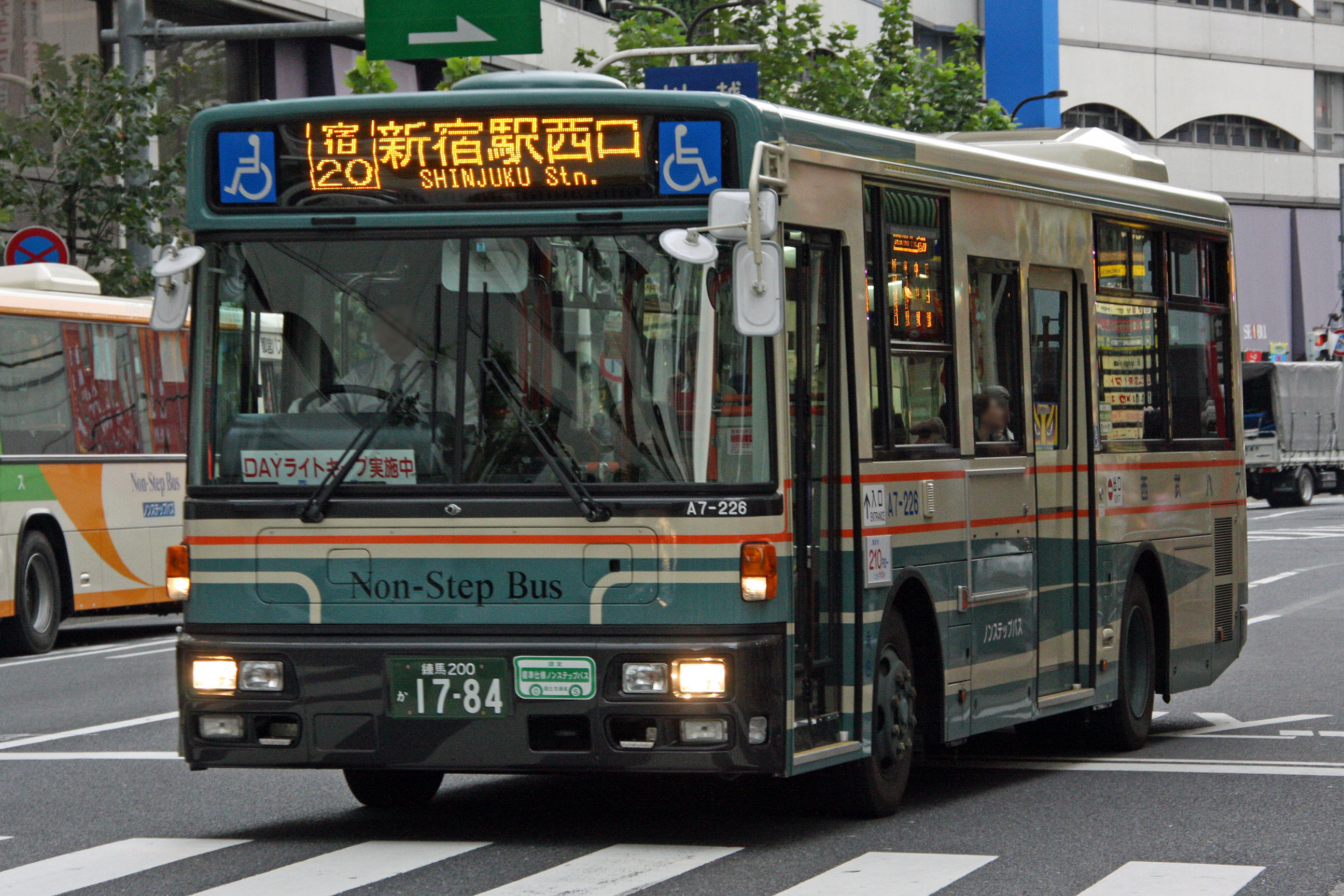
닛산 디젤 스페이스 러너 RM

닛산 디젤 스페이스 러너 RM(영어: Nissan Diesel Space Runner RM, 일본어: 日産ディーゼル・スペースランナーRM 닛산 디이제루 스페에스란나아 아아루에무[*])은 일본 닛산 디젤 (현, UD트럭)이 만든 저상버스로 1975년부터 2010년까지 생산했다.

## 세부 정보

### 후지중공업 (현,스바루) 제작 차량

#### RM90
1975년에 출시한 모델로 차체는 R14형을 사용했으며 엔진은 ED6형을 탑재했다.

#### K-RM80
1979년 배출가스 규제에 대응에 따라 1980년에 출시한 모델로 엔진은 FD6형을 탑재했다. 1982년에 차체 변경으로 R16형으로 변경되었다.

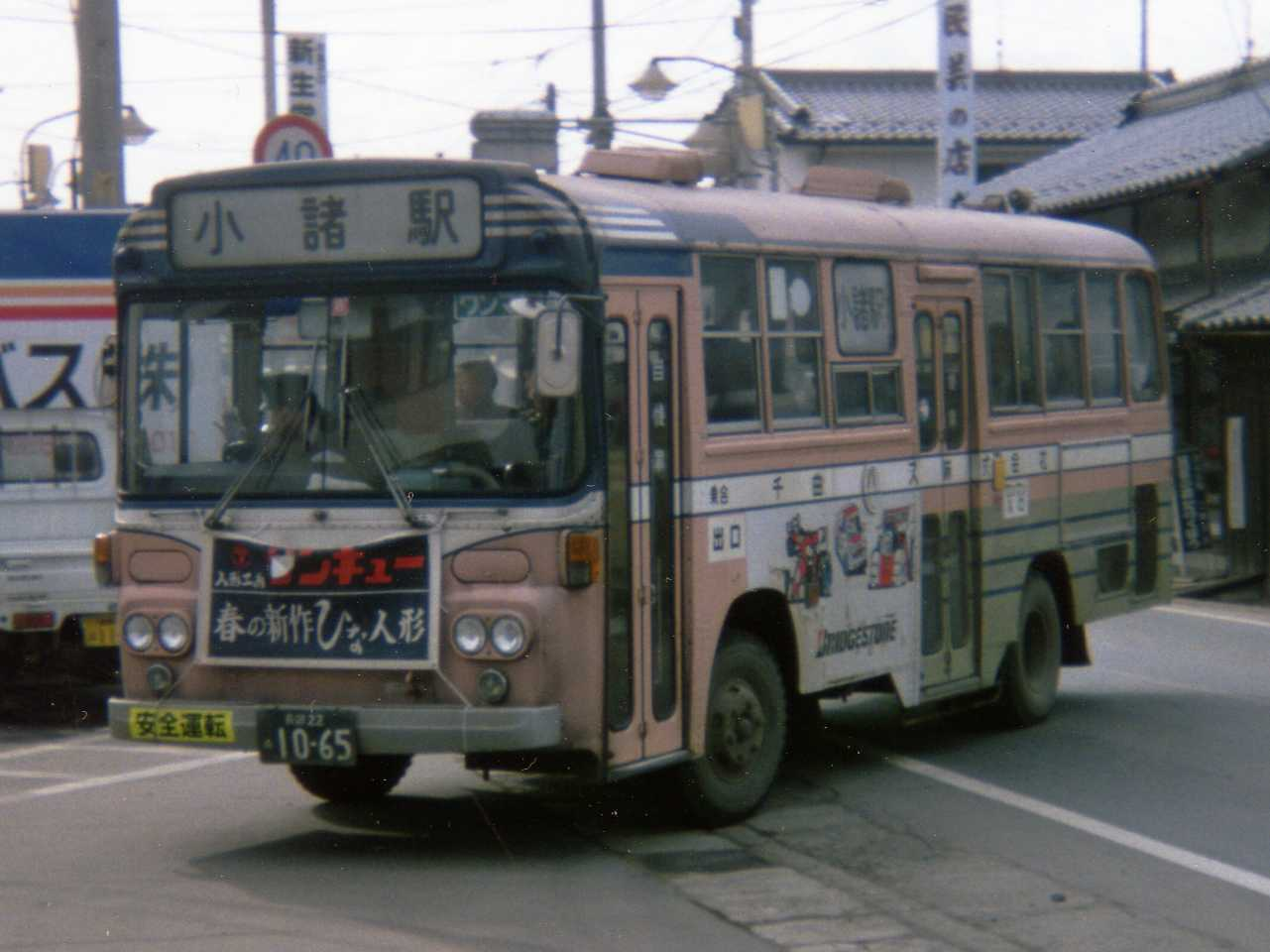

#### P-RM81
1983년 배출가스 규제에 대응에 따라 1984년에 출시한 모델로 엔진은 FE6형을 탑재했다. 전세버스와 자가용의 경우 터보 차저를 장착한 HD급 모델이 존재했다.

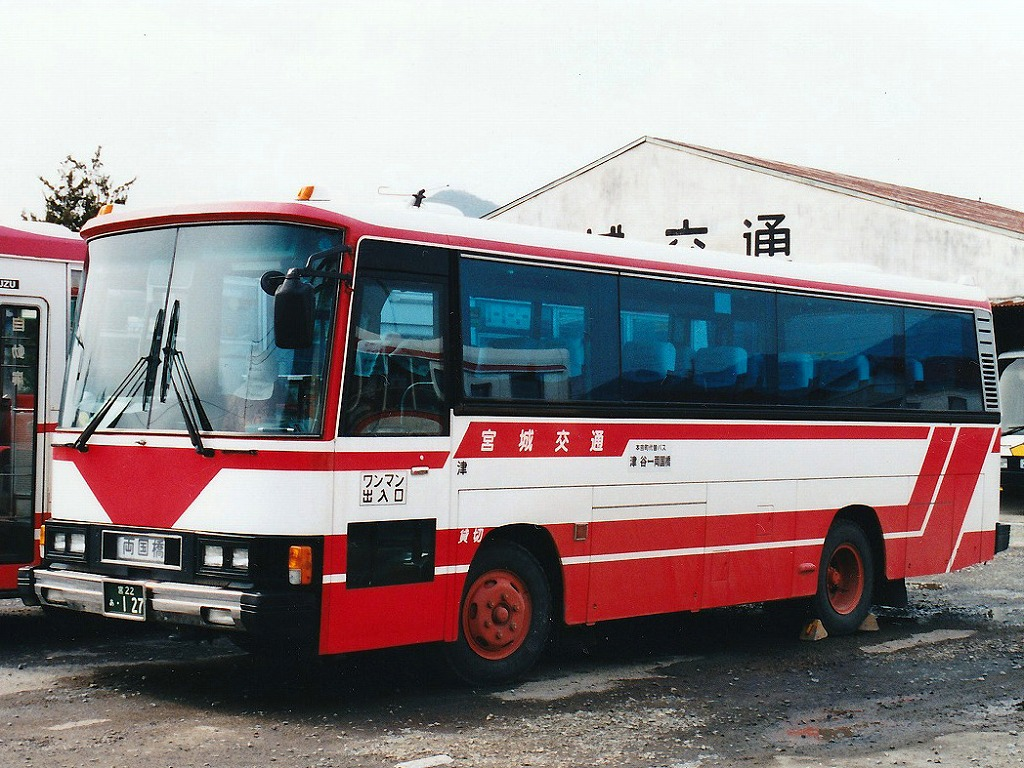
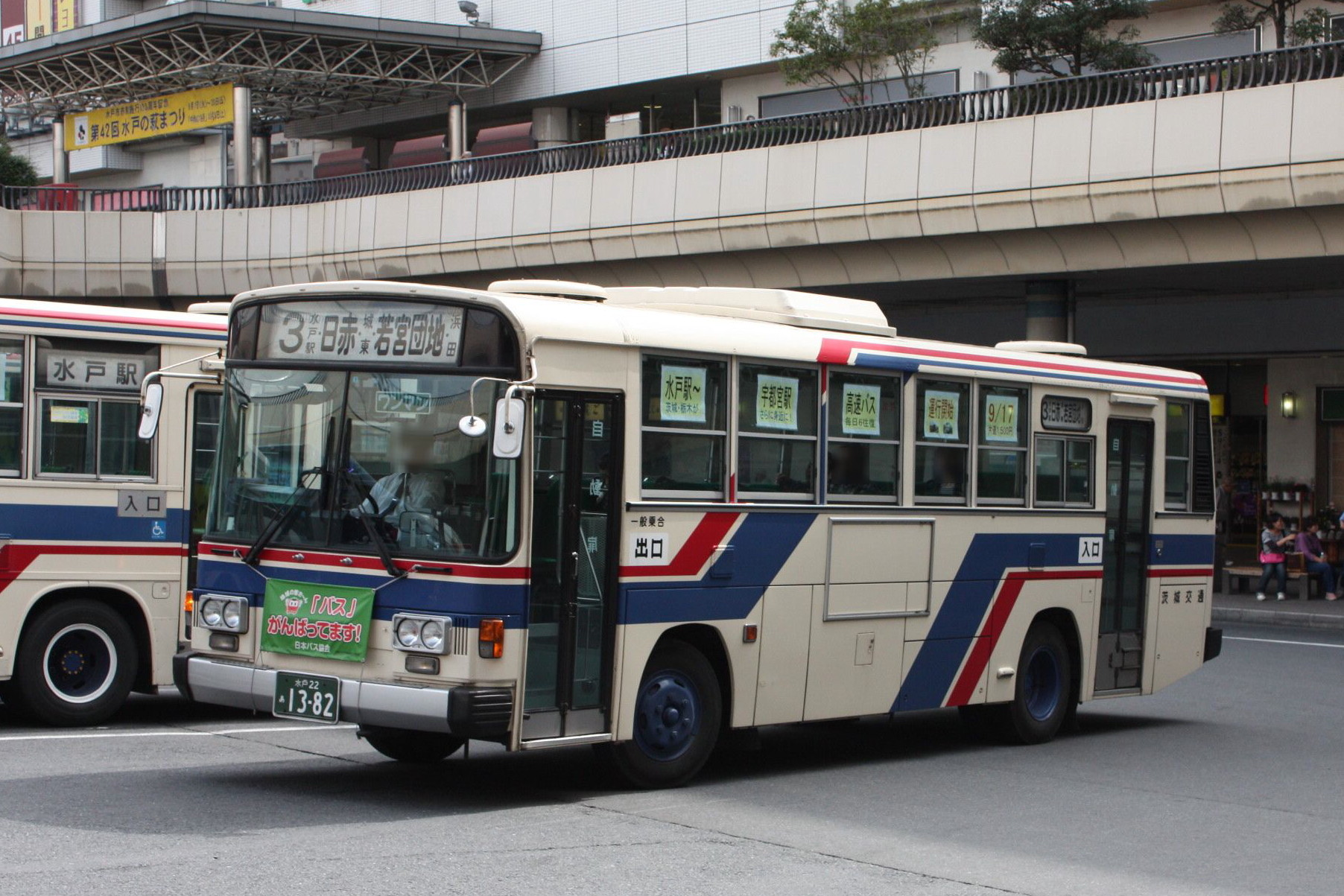
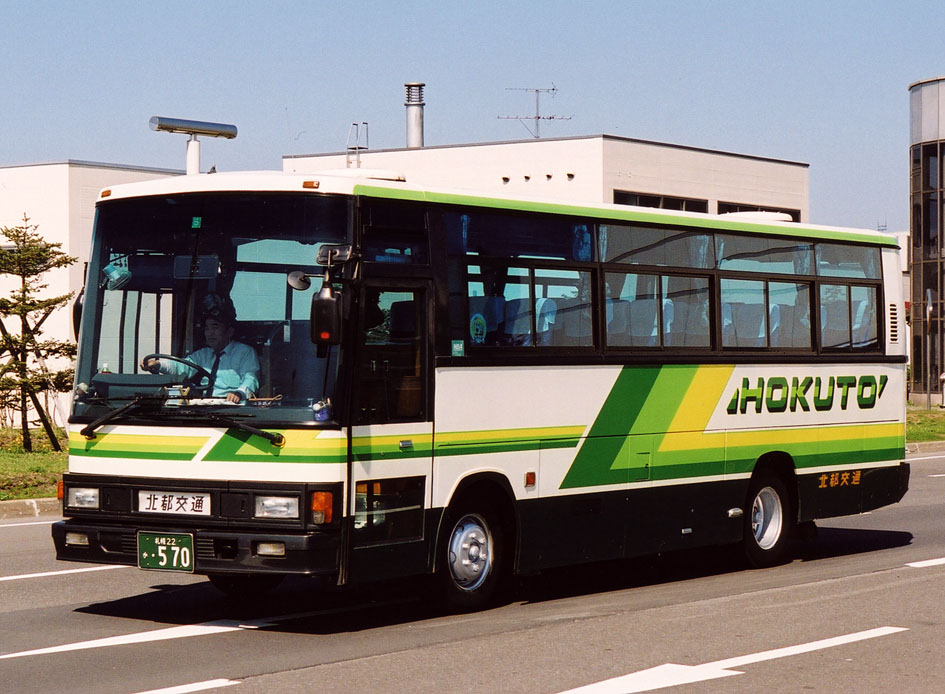

#### U-RM210
1989년 배출가스 규제에 대응에 따라 1990년에 출시한 모델로 후지중공업 차체로 제작된 차량으로 HD급 차량이 생산되지 않은 모델이다.

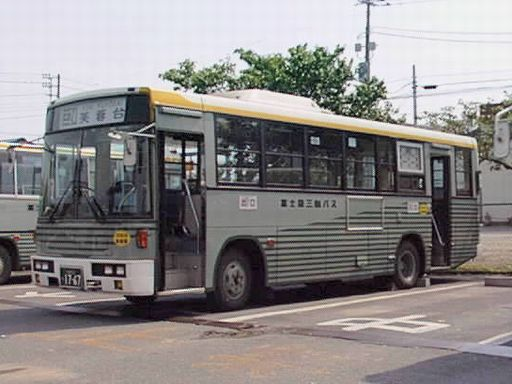
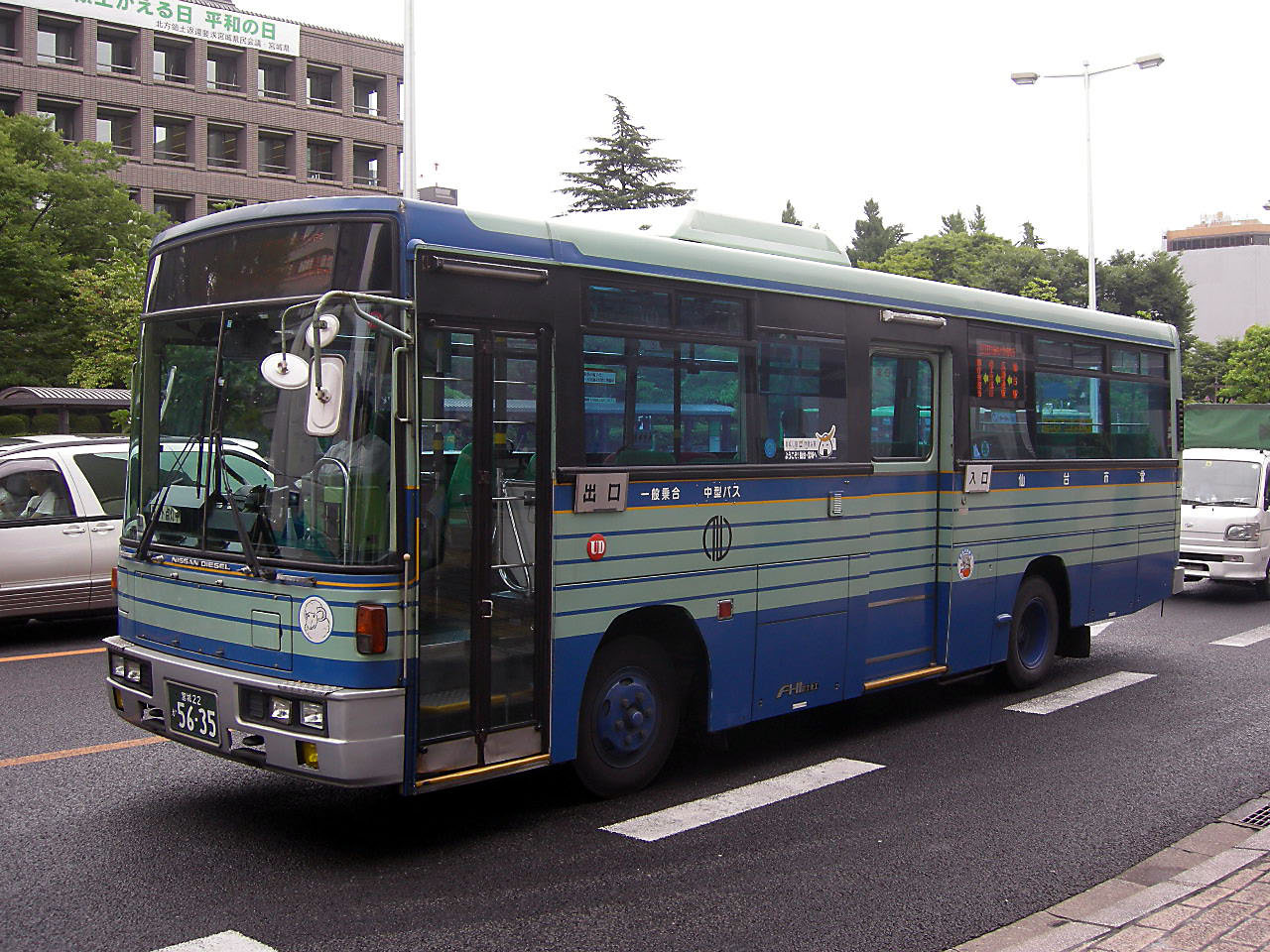
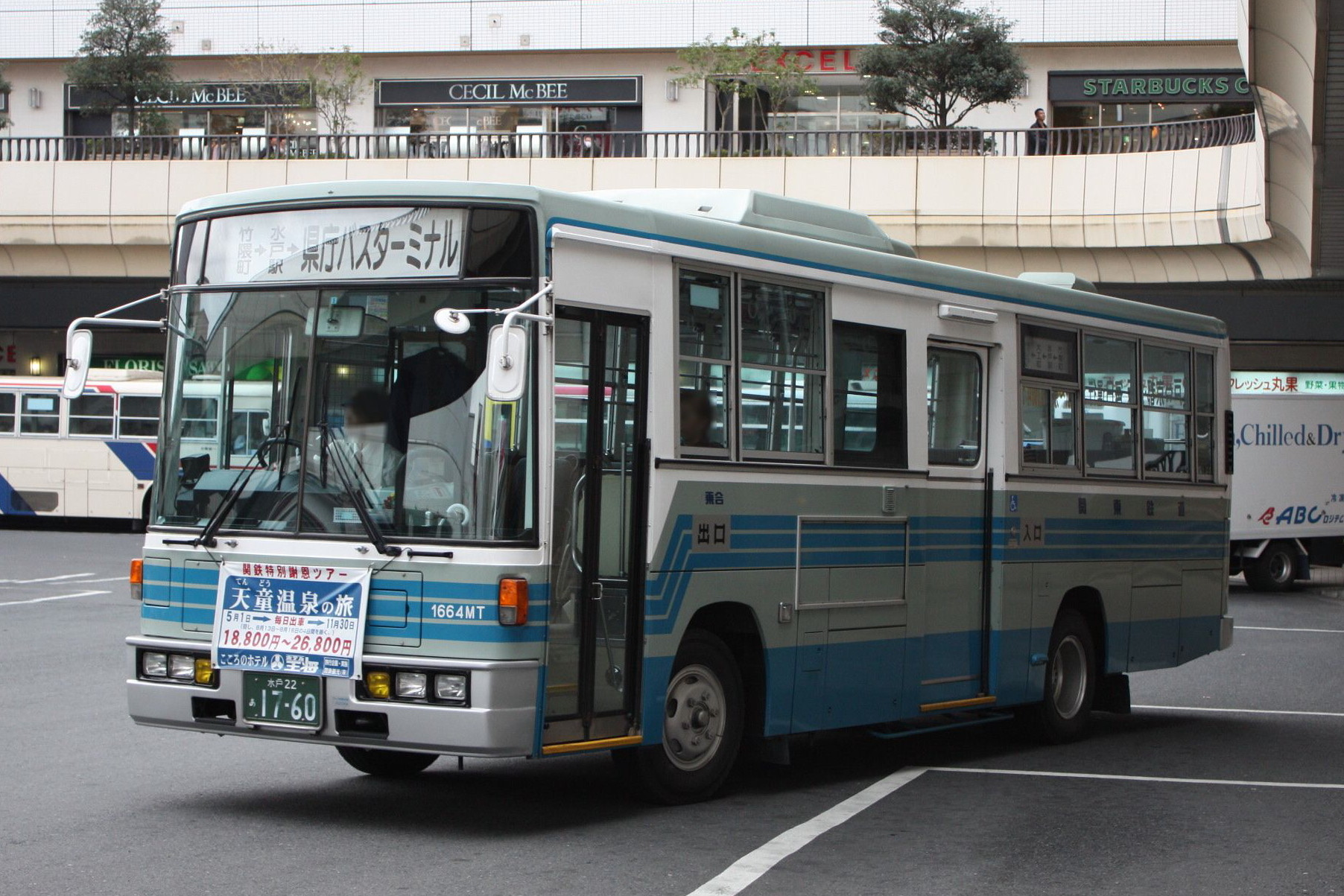

#### KC-RM211/250
1994년 배출가스 규제에 대응에 따라 1995년에 출시한 모델이다.

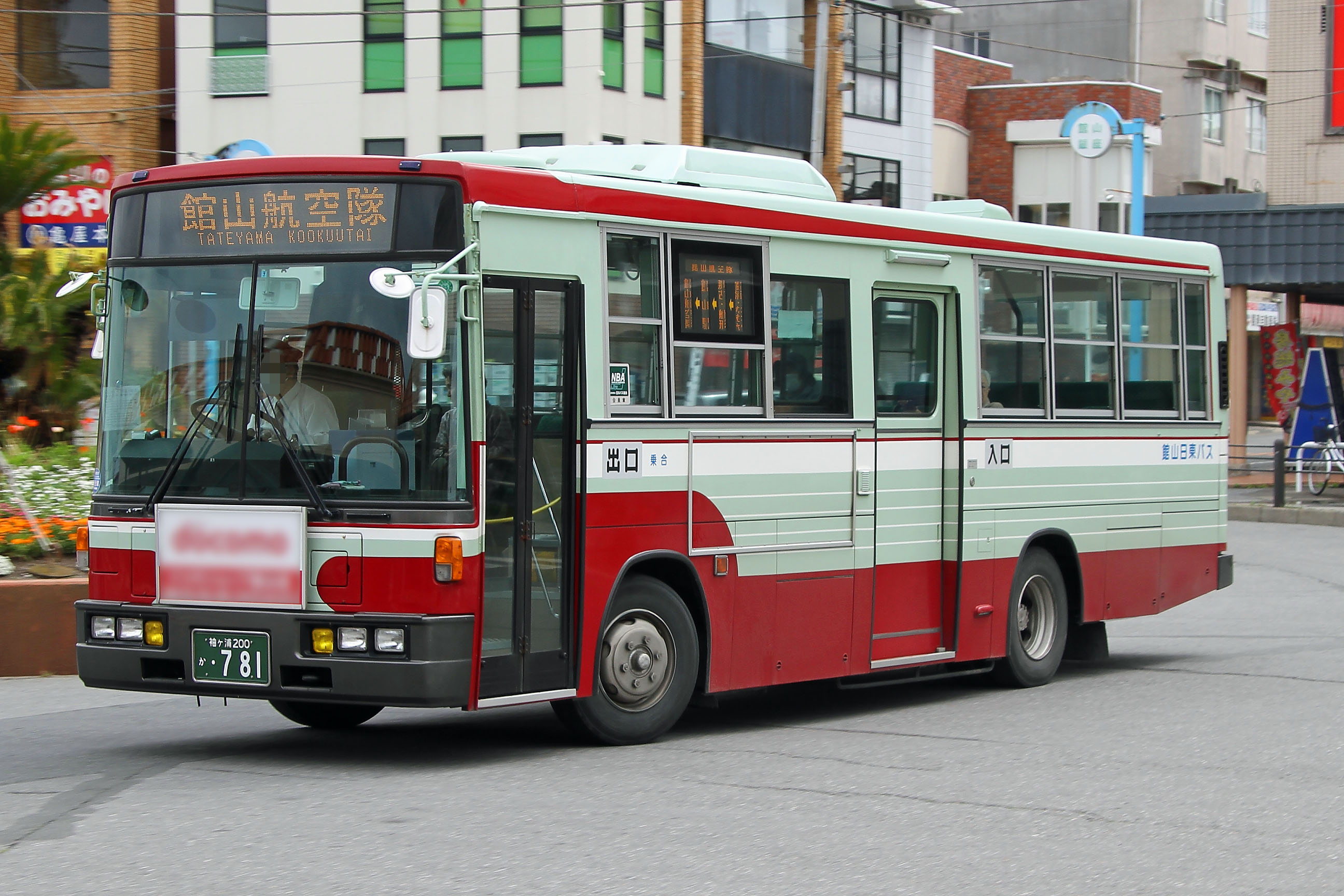
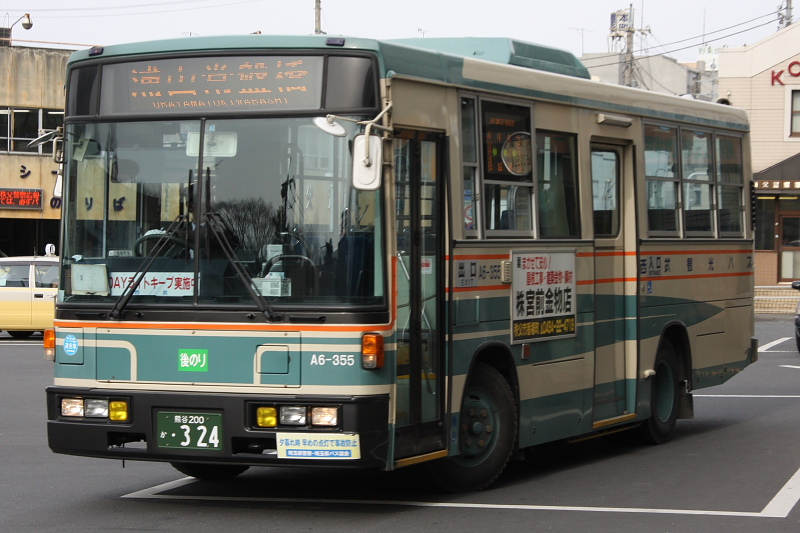
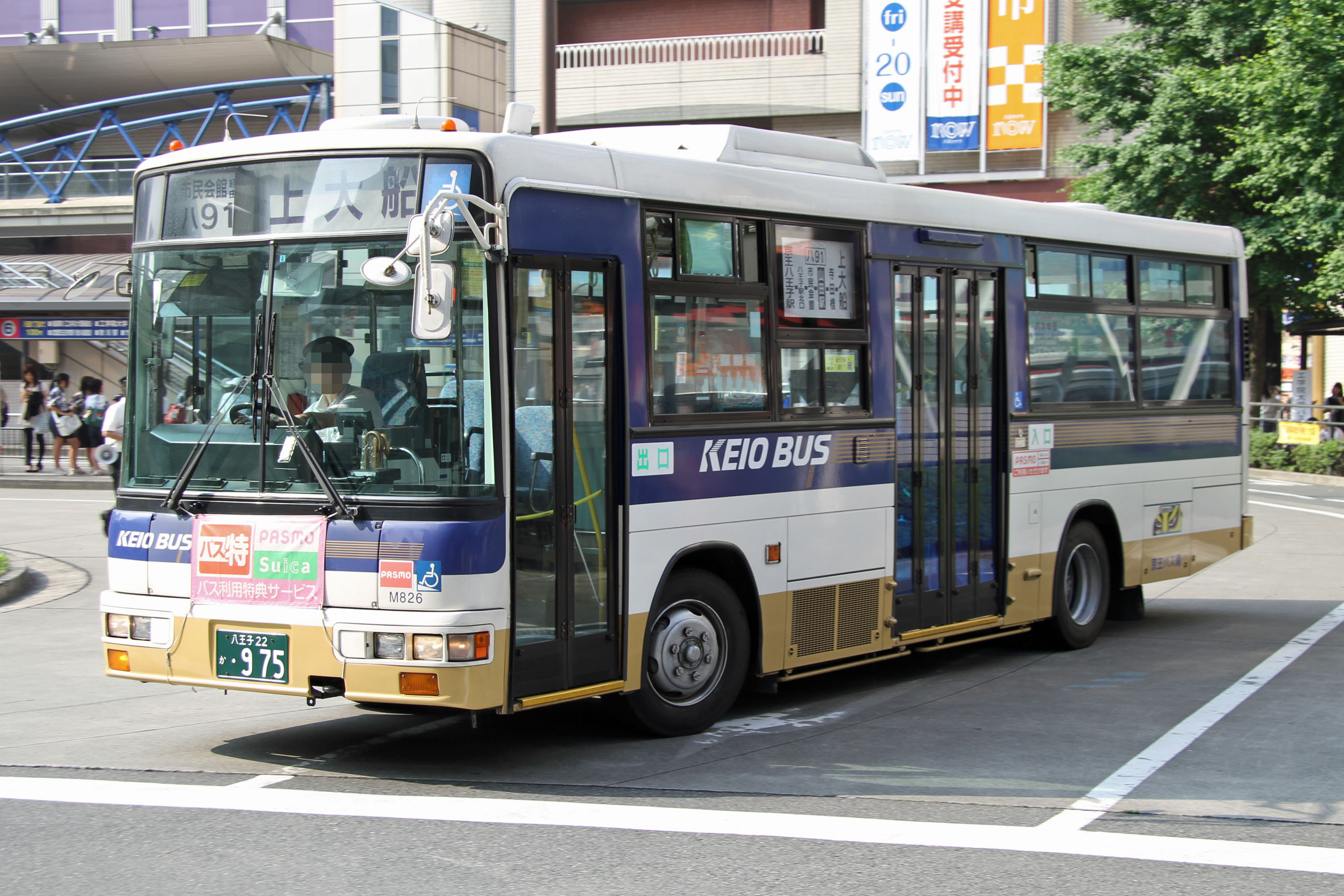

#### KK-RM252
1999년에 풀모델 체인지를 하면서 차체는 8E형으로 통합되었고 2001년에 마이너 체인지를 최후 모델인 R18형 차량이 제작되었다. 또한 천연 가스 모델의 경우 FU6형 엔진을 탑재했고 5단 수동 및 자동 변속기가 선택이 가능했다.

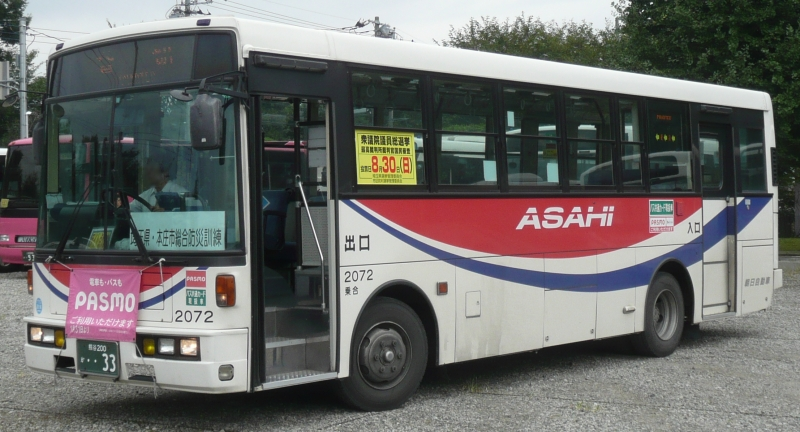
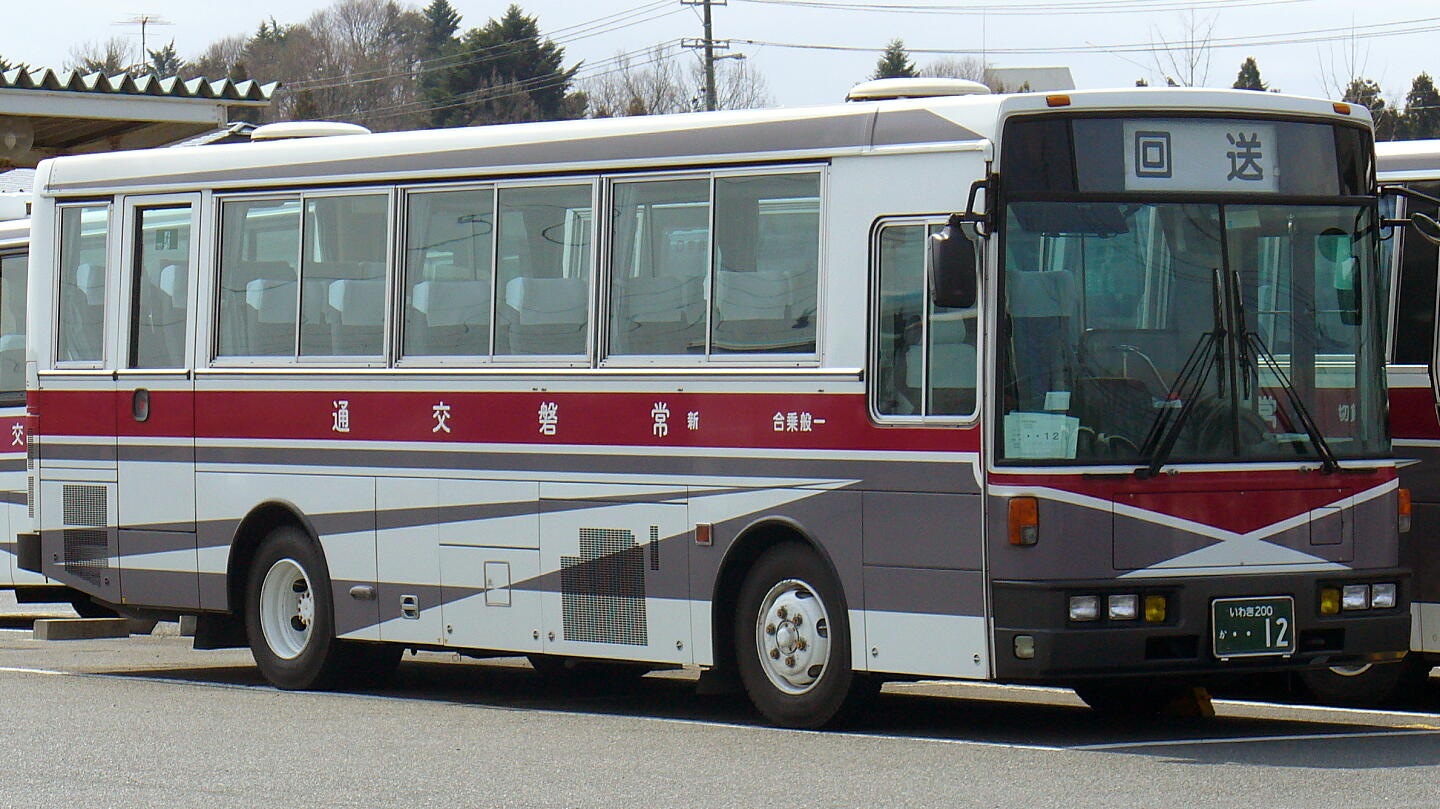
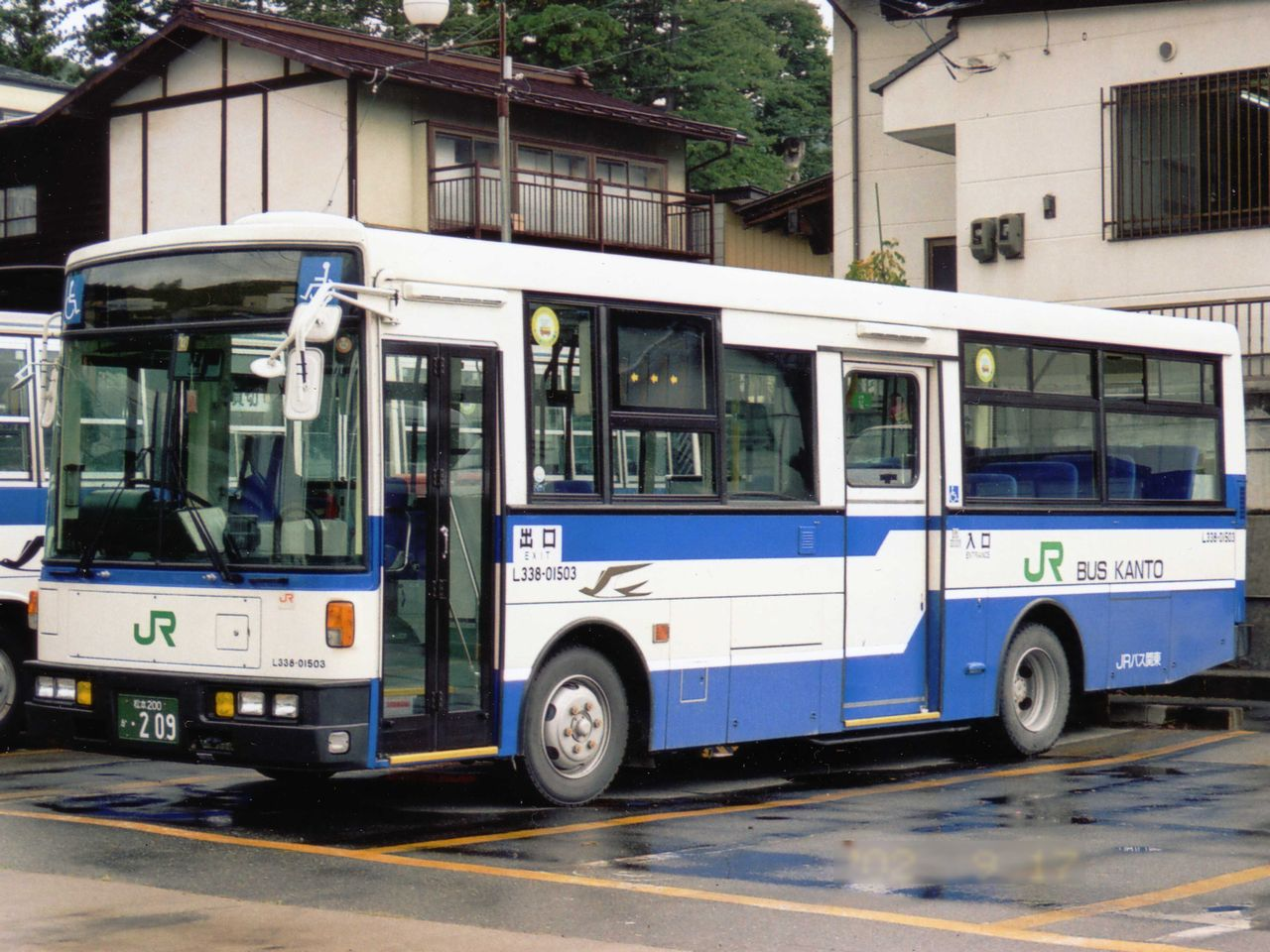
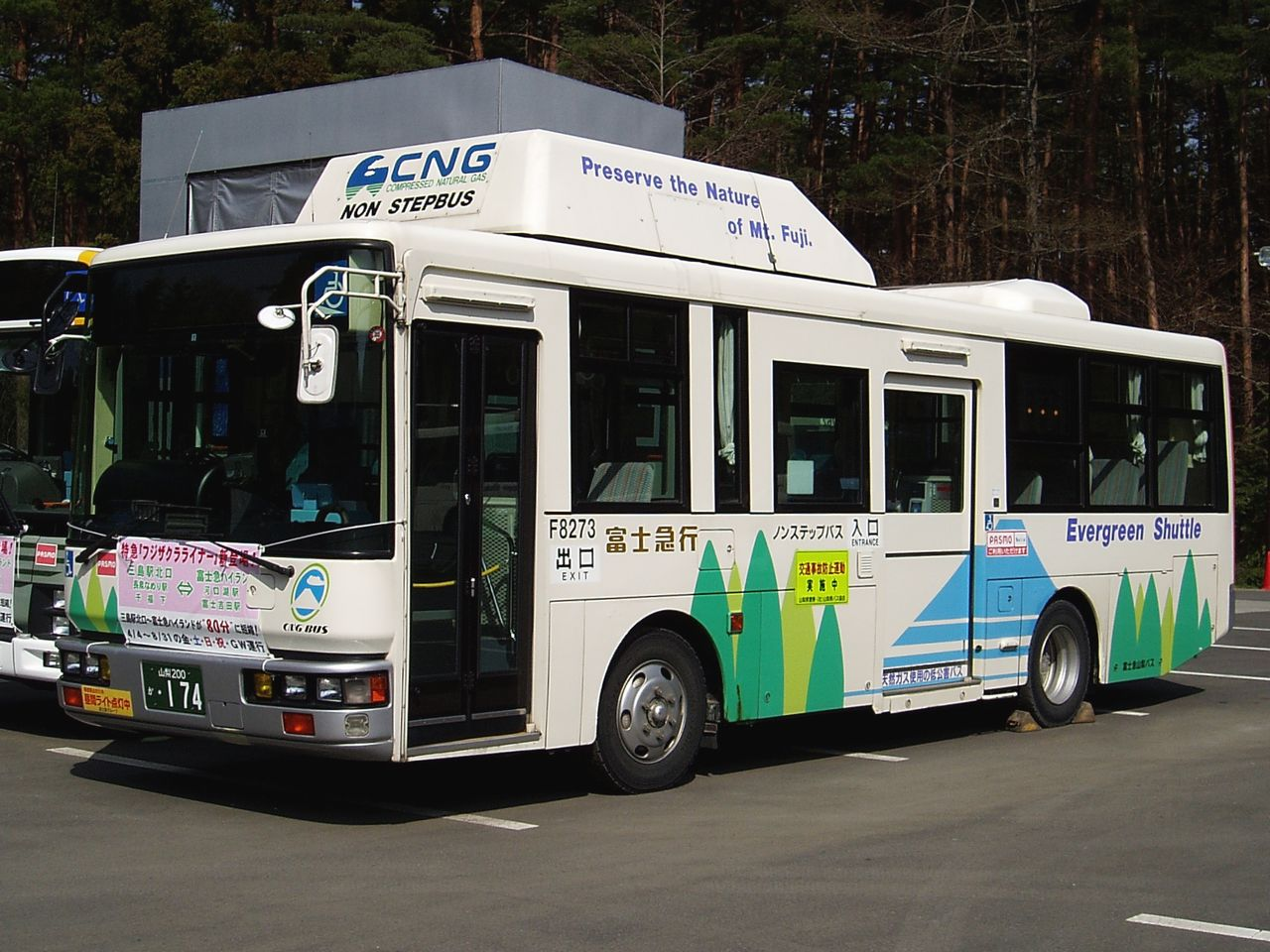

### 서일본 차체 공업제작 차량

#### P-RB80
1988년 7월에 P-RB 모델로 출시 했으며 최초로 서일본 차체 공업에서 제작된 차체를 사용했다. 1989년에 닛산 디젤 (현, UD트럭)과 서일본 차체 공업에서 공동 개발을 통해 에어 서스펜션를 장착한 P-RB80GS형 차량과 저상형 모델인 P-RB80GT형 차량이 출시되었다. 기존 모델과 달리 고상버스이기 때문에 HD급까지 3가지 종류로 선택이 가능했다. 이 중 HD급 모델은 1988년에 디자인상을 수상했다.

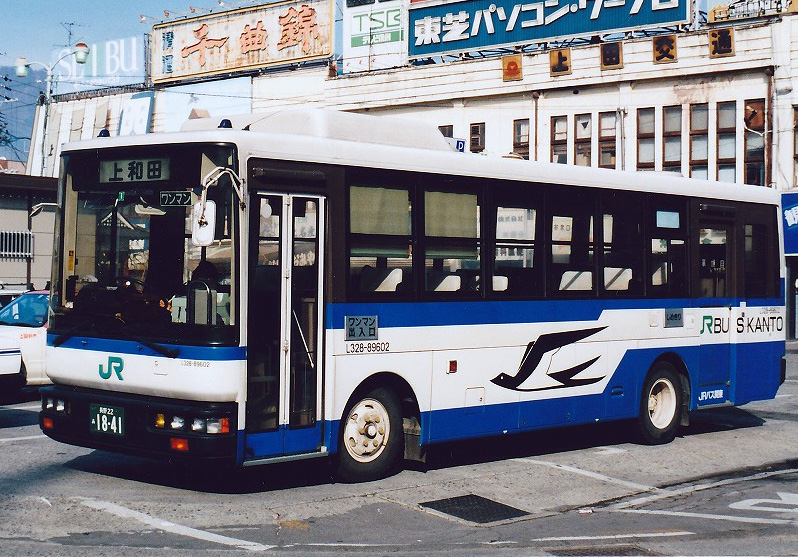
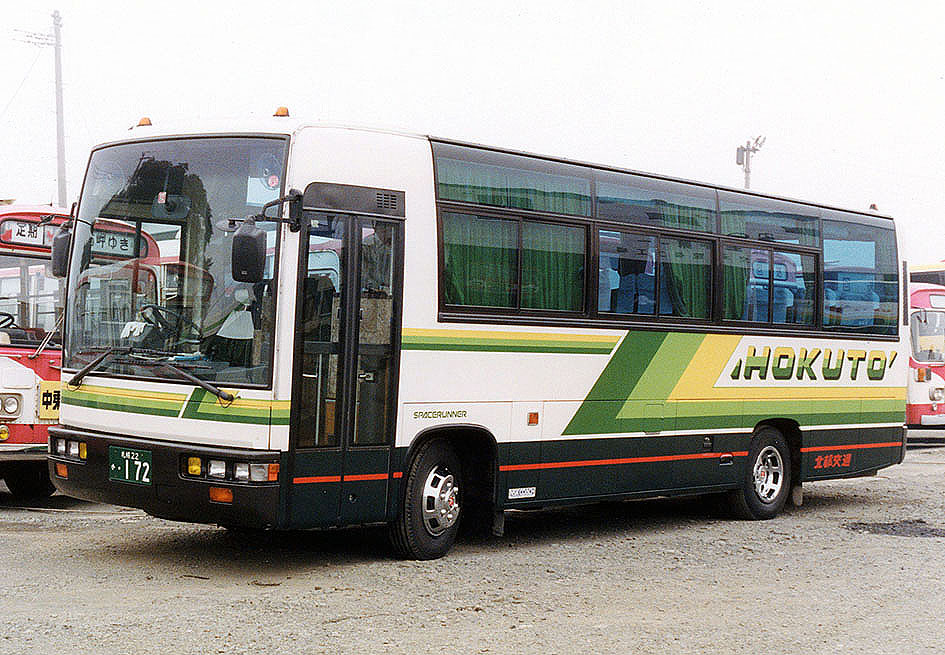

#### U-JM210
배출가스 규제에 대응에 따라 풀모델 체인지 모델로 1990년에 출시했다. 엔진은 FE6형과 터보가 장착된 FE6T형을 장착했다. 변속기는 5단 수동 변속기를 탑재했다. 차체는 서일본 차체 공업에서 제작되었다. HD급 차량과 SD급 차량 선택이 가능했다.

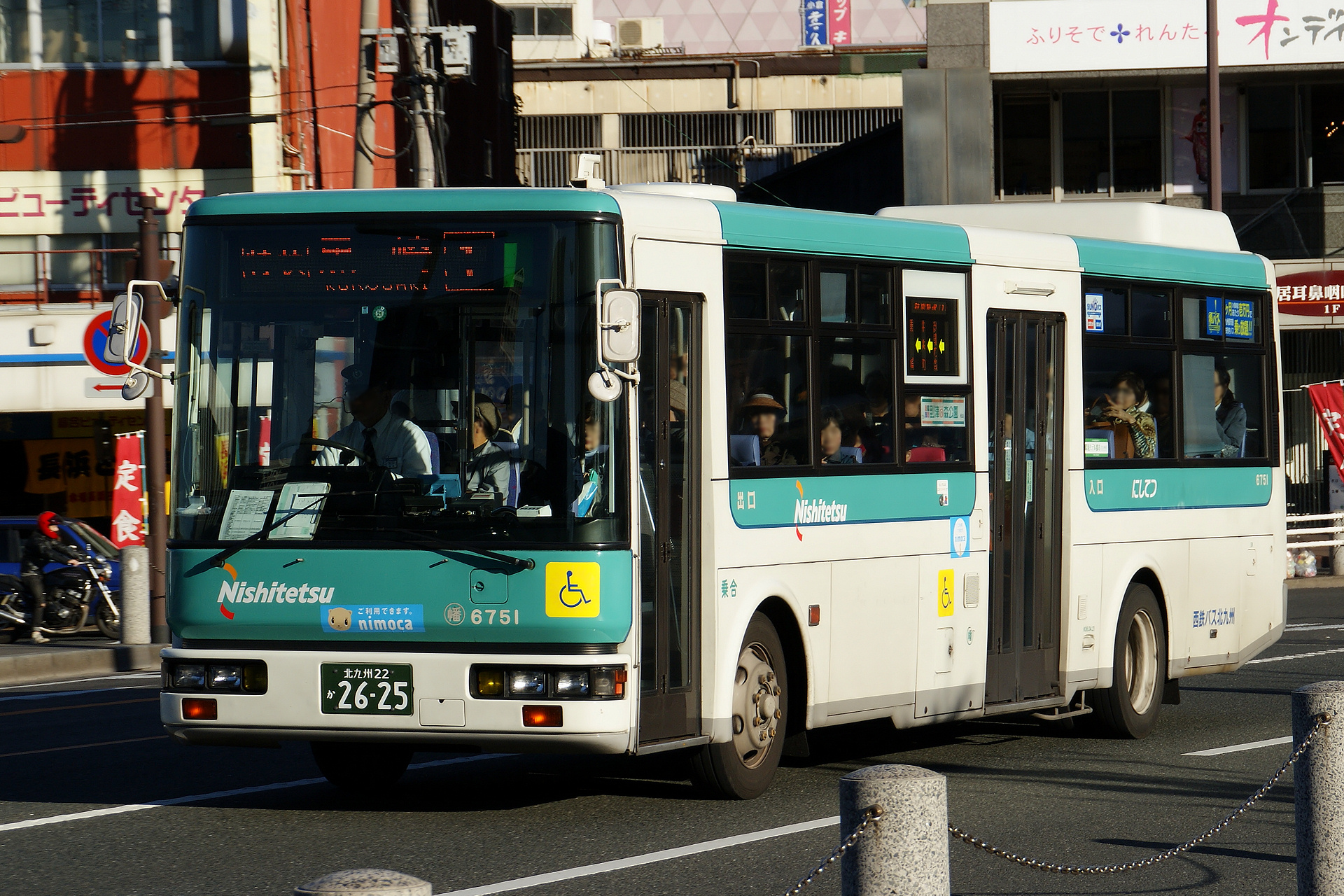

#### KC-JM211/250
1994년 배출가스 규제에 대응에 따라 1995년에 출시한 모델이다. 엔진은 FE6E형과 인터쿨러 및 터보가 장착된 FE6TA형을 장착했다. 변속기는 5단 및 6단 수동 변속기를 탑재했다. 차체는 서일본 차체 공업에서 제작되었다. HD급 차량과 SD급 차량 선택이 가능했다.

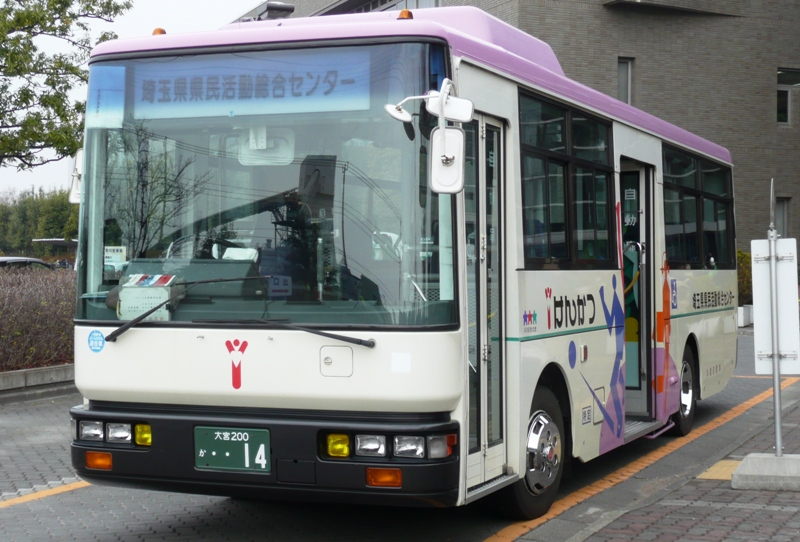
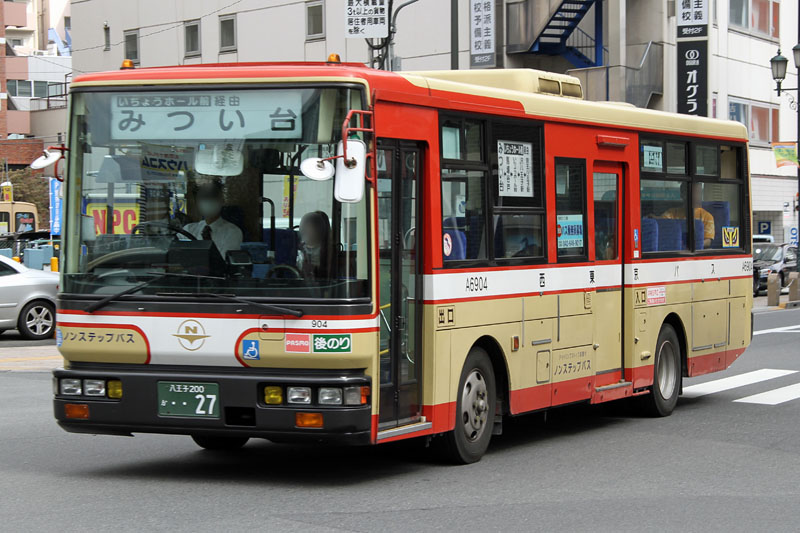

#### KK-RM252/KK-JM252
1999년에 풀모델 체인지를 하면서 차체는 8E형으로 통합되었고 2001년에 마이너 체인지를 최후 모델인 KK-RM252형 차량이 제작되었다. 엔진은 FE6F형과 FE6TA형을 장착했다. 또한 천연 가스 차량의 경우 FU6형 엔진을 장착했다. 변속기는 5단 및 6단 수동 변속기를 탑재했다. 또한 운전석도 계기판의 디자인이 변경되었다. 저상버스 모델의 경우 서일본 차체 공업과 후지중공업 (현, 스바루)에서 제작된 차체를 선택이 가능했고 이 중 HD급 차량은 서일본 차체 공업에서 제작된 차체만 선택이 가능했다. 2003년에 후지중공업 (현, 스바루) 버스 부문 업무가 축소되면서 E형 모델의 경우 에어 서스펜션 사양이 단종되었고 이 때부터 서일본 차체 공업에서 제작된 차체만 선택이 가능했다.

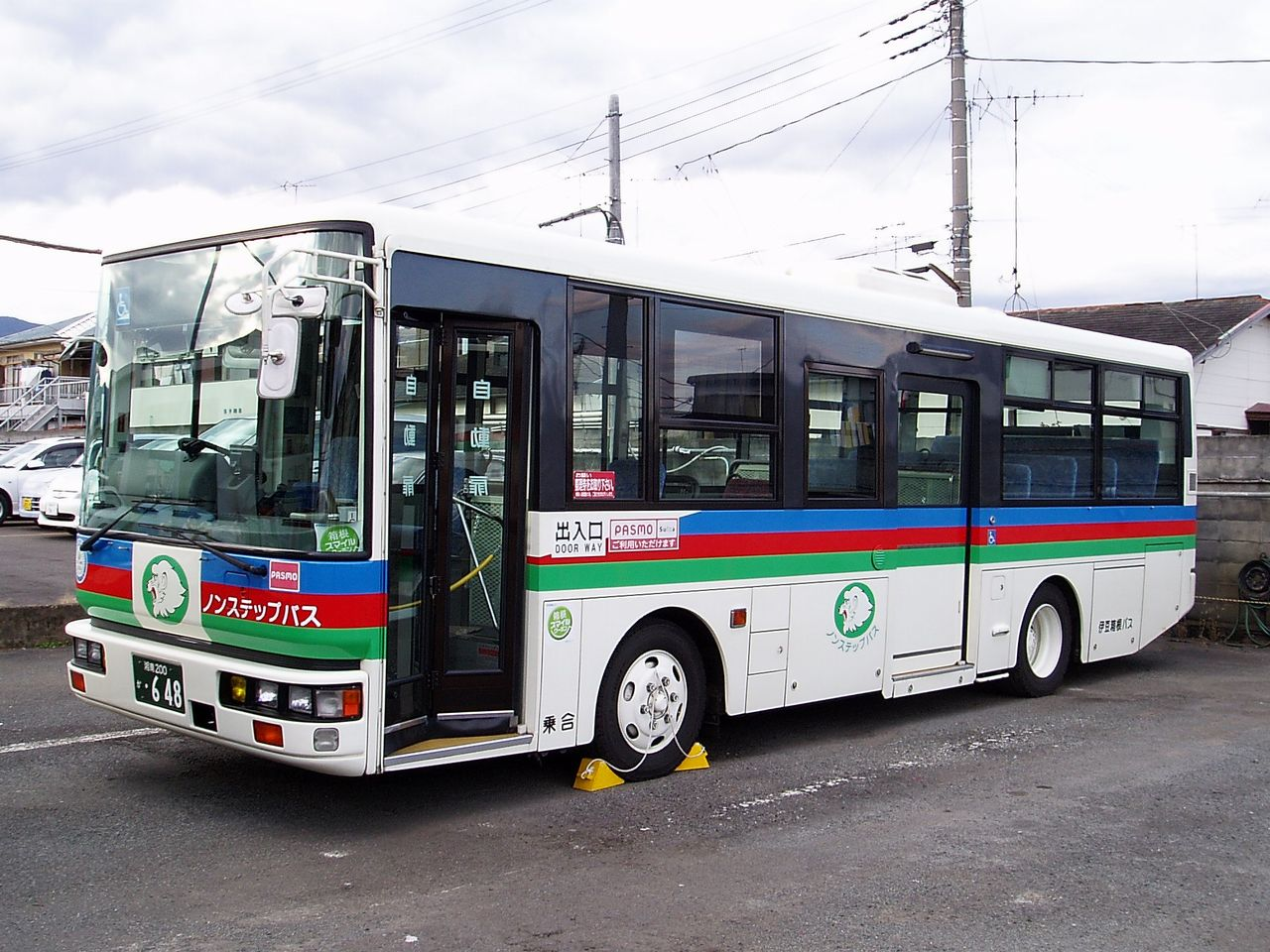
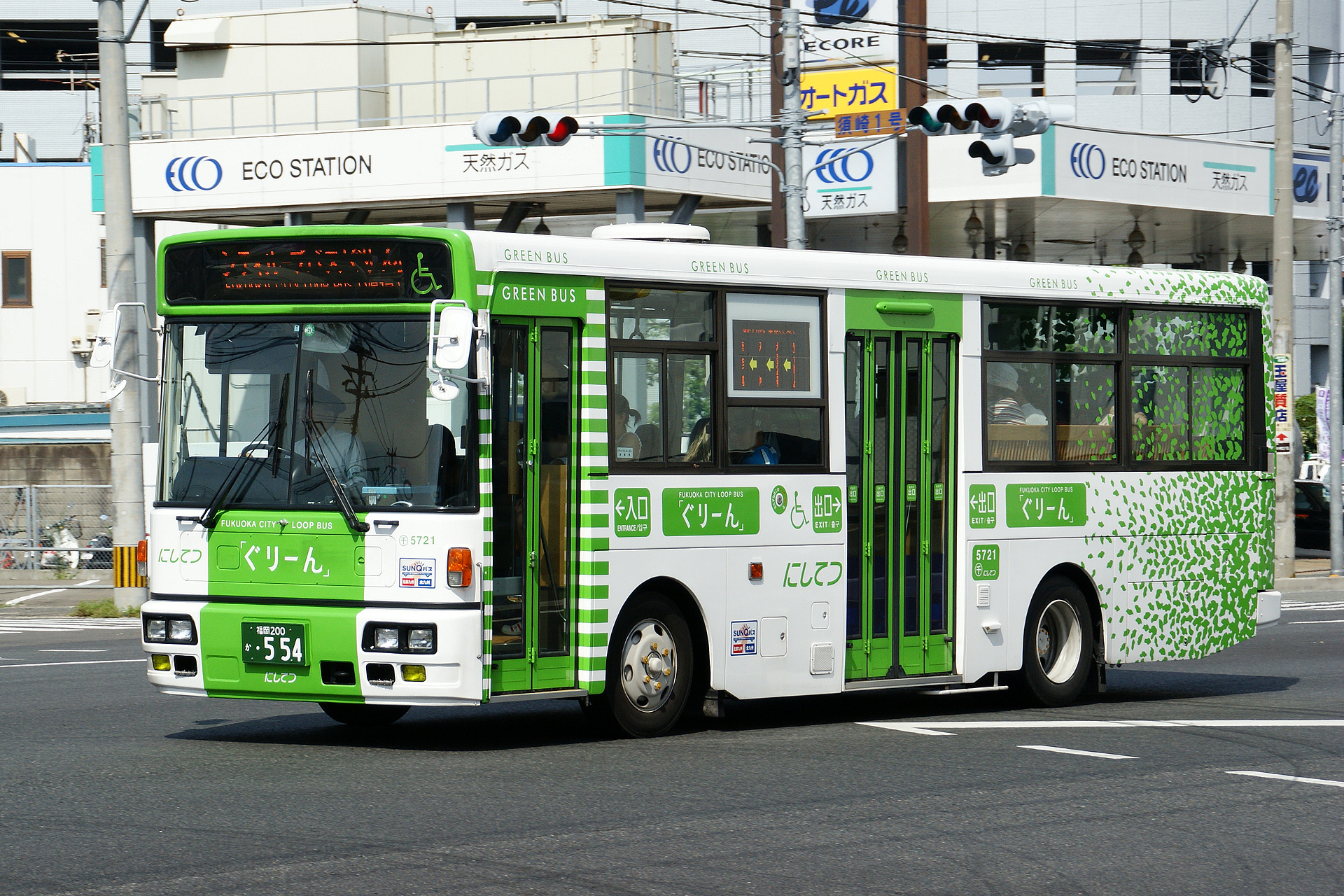
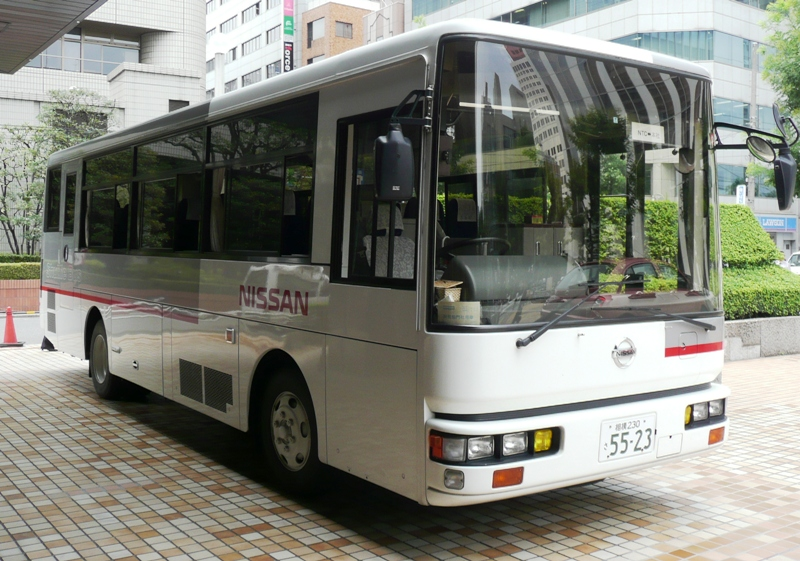

#### PB-RM360
2004년에 풀모델 체인지를 하면서 PB-RM형 모델로 변경되었다. 기존 모델과 달리 히노 자동차에 제작한 5기통 인터쿨러 터보 엔진인 J07E-TC형이 장착되었다. 저상버스와 고상버스 2가지 사양이 존재했다. 2006년에 등화 장치 보안 기준 개정 대응에 따라 리어 콤비네이션 램프가 추가되었다. 이 모델부터 HD급 사양이 없어지고 고상버스 라인업으로 통합되었다. 차체의 경우 E-II형으로 변경되었다. 배출가스 규제 대응을 위해 2007년 8월에 생산이 종료되었다.

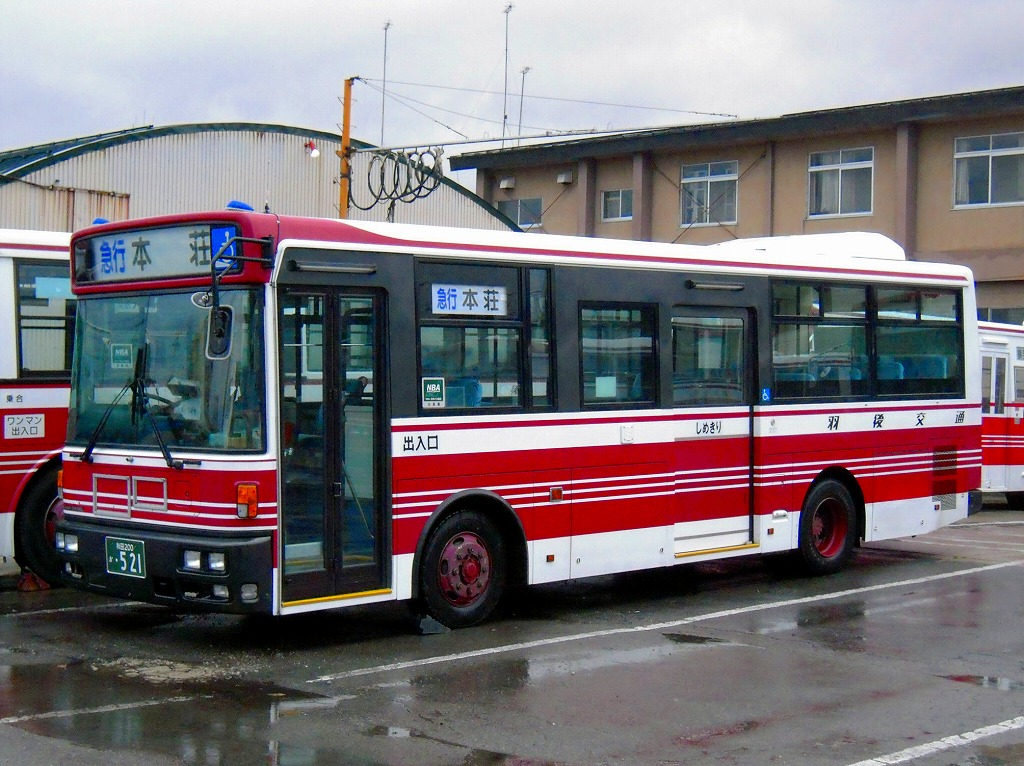

#### PDG-RM820
2007년 12월 25일에 출시된 모델로 배출가스 규제 대응에 적응한 모델로 PB-RM360 모델이 단종된지 4개월만에 다시 판매하기 시작했다. 이 시기에 닛산 디젤 (현, UD트럭)은 미쓰비시후소트럭 버스와 제휴를 시작했고, 이 차량은 닛산 디젤 (현, UD트럭)이 제작했으며, 또한 서일본 차체 공업에서 제작된 차체로 제작했다. 엔진은 미쓰비시후소트럭 버스에서 제작된 6M60형이 탑재되었다. 이 차종은 2008년 1월 31일부터 미쓰비시후소 에어로 미디 S 모델로 OEM 공급을 시작했다.
저상버스 모델의 경우 PDG-RM820GAN형이고, 고상버스 모델의 경우 PDG-RM820HAN형 모델로 두 모델의 경우 일본 국토교통성에서 인가를 받았다.
기존 모델과 달리 리어 콤비네이션 램프가 크게 변경되면서 미쓰비시후소 에어로 미디 모델과 마찬가지로 리어 범퍼 내장 타입으로 변경되었다. 서일본 차체 공업의 생산 중단 및 해산과 동시에 2010년 8월에 후속 차종 없이 단종되었다.

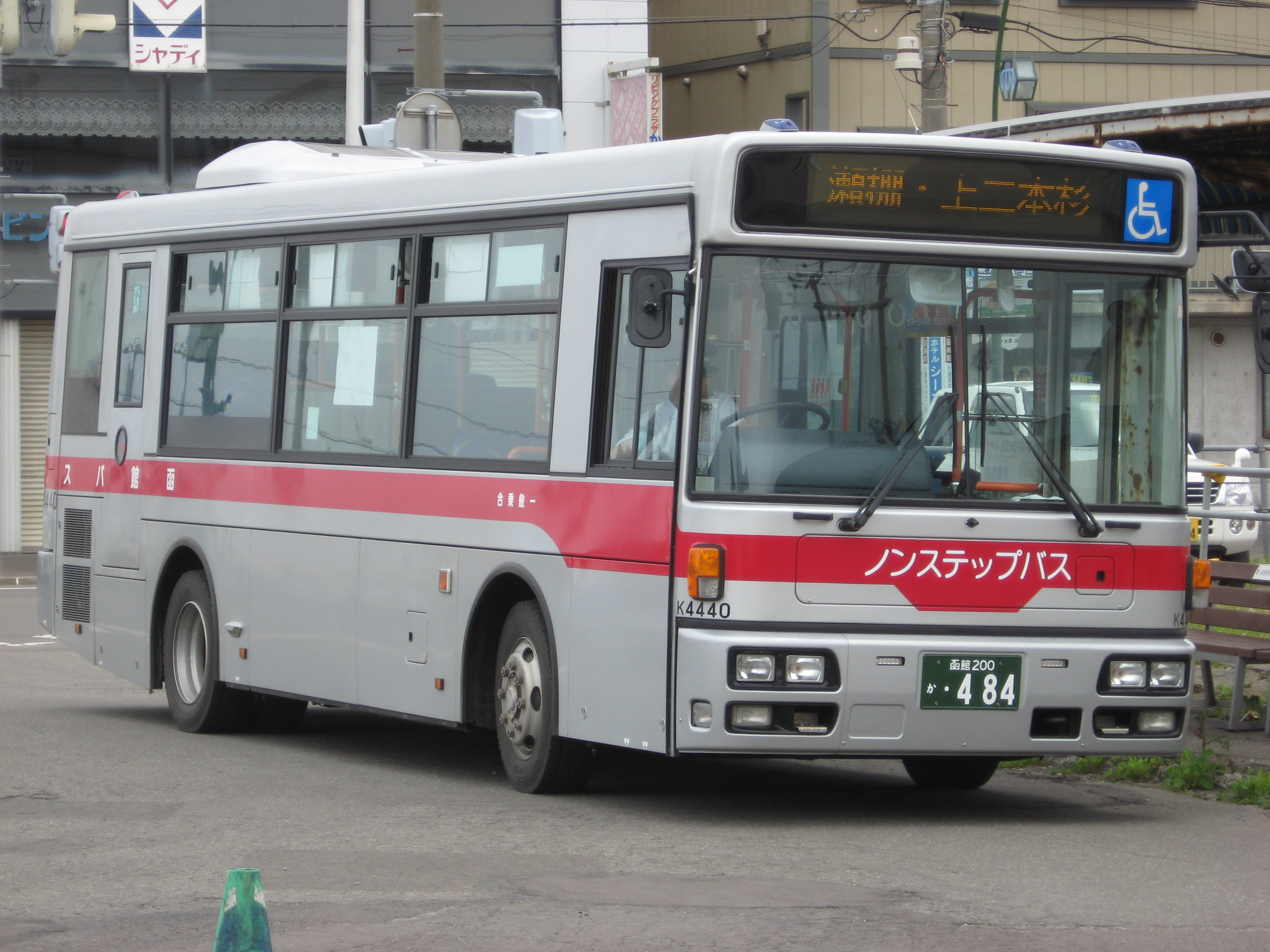
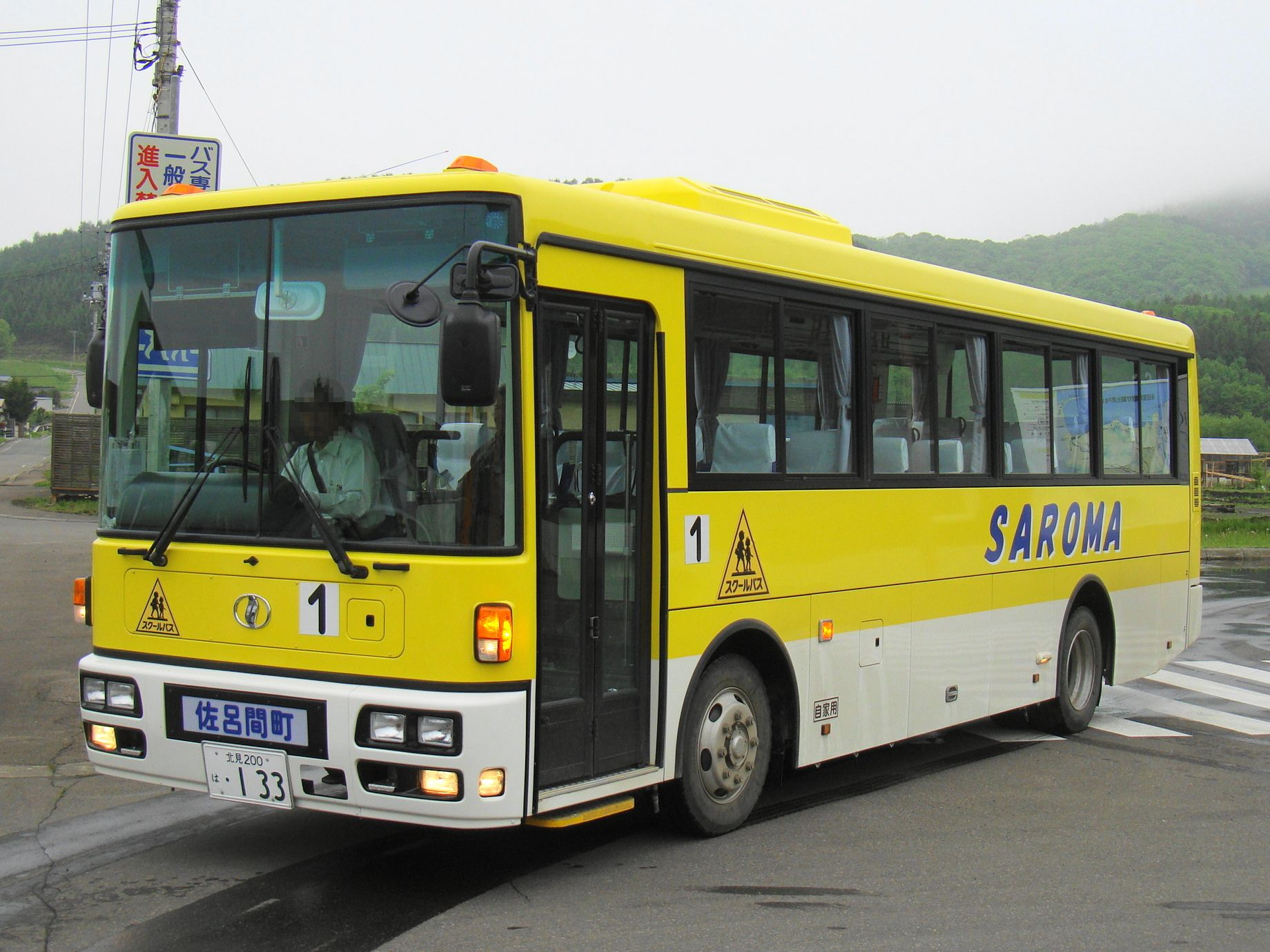

## 같이 보기
- 미쓰비시후소트럭 버스
- 서일본 차체 공업
- UD 트럭
- 닛산 디젤 스페이스 애로우
- UD트럭 SLF